# Weltweiter Marsch für Frieden und Gewaltfreiheit
Der Weltweite Marsch für Frieden und Gewaltfreiheit war eine Initiative von „Welt ohne Krieg“, einer internationalen Organisation, die sich seit 1995 für Pazifismus und Gewaltfreiheit einsetzt. Sie ist erklärtermaßen Teil der umstrittenen Humanistischen Bewegung um den Guru Mario Rodríguez Cobos genannt Silo.

## Geschichte
Das Projekt des Weltmarsches wurde Anfang 2008 lanciert und von Hunderten von Organisationen und Persönlichkeiten aus Kunst, Musik, Politik, Literatur, Sport u. a. unterstützt.
Zu den prominentesten Unterstützern zählten die Friedensnobelpreisträger José Ramos-Horta, der 14. Dalai Lama Tendzin Gyatsho, Desmond Tutu, Jimmy Carter, Adolfo Pérez Esquivel, Mairead Corrigan und Rigoberta Menchú, die Schriftsteller Noam Chomsky, Eduardo Galeano, Jean Ziegler und Isabel Allende, die Musiker Lou Reed, Juanes, Bryan Adams, Ornette Coleman, Yoko Ono, Noa, Konstantin Wecker und Andreas Vollenweider, die Dirigenten Daniel Barenboim und Zubin Mehta, die Filmschauspieler Viggo Mortensen, Penélope Cruz und Julie Christie, die Königin Rania von Jordanien, die damaligen Präsidenten Chiles, Argentiniens, Ecuadors, Uruguays, Boliviens, Osttimors sowie Kroatiens, und viele andere mehr.
Der Marsch begann am 2. Oktober 2009, an dem sich der Geburtstag Mahatma Gandhis jährte, im neuseeländischen Wellington. Innerhalb von drei Monaten passierte der Friedensmarsch 400 Städte auf fünf Kontinenten, darunter am 6. und 7. November 2009 die deutsche Hauptstadt Berlin. Der Marsch endete am Abend des 2. Januar 2010 in Punta de Vacas, in der Nähe des Aconcaguas, in den argentinischen Anden. An der Abschlusskundgebung nahmen 15.000 Menschen aus aller Welt teil. Der Marsch beabsichtigte, weltweit ein Bewusstsein für Gewaltfreiheit zu erzeugen. Konkrete Forderungen des Marsches waren „vollständige nukleare Abrüstung, ein Ende aller Kriege, ein Rückzug aller Truppen aus besetzten Gebieten sowie die Überwindung aller Formen von Gewalt“.